# Colorado Crush
Die Colorado Crush waren ein Arena-Football-Team aus Denver (Colorado), das in der Arena Football League (AFL) spielte. Ihre Heimspiele trugen die Crush im Pepsi Center aus.

## Geschichte
Die Crush wurden 2002 gegründet und starteten in der Saison 2003 in der AFL. Das Franchise wurde vom ehemaligen Super-Bowl-Champion und mehrfachen Pro Bowler John Elway gegründet. Miteigentümer sind auch Stan Kroenke, der Besitzer der Colorado Avalanche, Denver Nuggets, der Colorado Rapids und diverser Arenen, sowie Pat Bowlen, dem die Denver Broncos gehören.
Die Crush haben nichts mit den 2006 gegründeten Colorado Crush zu tun, die aktuell in der Indoor Football League (IFL) spielen.
Die Crush erreichten fünf Mal die Playoffs und einmal den Conference-Titel. Größter Erfolg war aber 2005 der Gewinn des ArenaBowls.
2008 wurde das Franchise aufgelöst, trotz eines Zuschauerschnitts von 14.541 pro Partie über alle Jahre.

## Saisonstatistiken
| Jahr | Team           | Liga | S  | N  | Playoffs erreicht | Playoffrunde |
| ---- | -------------- | ---- | -- | -- | ----------------- | --- |
| 2003 | Colorado Crush | AFL  | 2  | 14 | nein              | |
| 2004 | Colorado Crush | AFL  | 11 | 5  | ja                | S Viertelfinale gg. New Orleans VooDoo 47:44 N Halbfinale gg. Arizona Rattlers 41:44                                             |
| 2005 | Colorado Crush | AFL  | 10 | 6  | ja                | S Viertelfinale gg. San Jose SaberCats 56:48 S Halbfinale gg. Chicago Rush 49:43 (n. V.) S ArenaBowl XIX gg. Georgia Force 51:48 |
| 2006 | Colorado Crush | AFL  | 11 | 5  | ja                | N Viertelfinale gg. Chicago Rush 46:63                                                                                           |
| 2007 | Colorado Crush | AFL  | 8  | 8  | ja                | S Wild Card Game gg. Kansas City Brigade 49:42 N Viertelfinale gg. San Jose SaberCats 67:76                                      |
| 2008 | Colorado Crush | AFL  | 6  | 10 | ja                | S Wild Card Game gg. Utah Blaze 49:44 N Viertelfinale gg. San Jose SaberCats 51:64                                               |

## Zuschauerentwicklung
| Jahr | Team           | Zuschauerdurchschnitt |
| ---- | -------------- | --------------------- |
| 2003 | Colorado Crush | 17.427                |
| 2004 | Colorado Crush | 15.233                |
| 2005 | Colorado Crush | 13.504                |
| 2006 | Colorado Crush | 15.009                |
| 2007 | Colorado Crush | 15.049                |
| 2008 | Colorado Crush | 11.909                |